# 四碘化钨
四碘化钨是一种无机化合物，化学式为WI4。它可由二碲化钨和碘在高温、真空中反应得到；若用钨或六羰基钨和碘反应，则会生成一系列的钨的碘化物，如W6I12、W6I14等。另一种方法是由六氯化钨和碘化氢反应制备。
四碘化钨是黑色晶体，属于三斜晶系，空间群P1，它具有四聚的结构（W4I16）。它加热时可以被氢气还原，常温下氯气或100 °C时溴可以将碘置换。它和硝酸或王水反应生成钨酸。